# Pilea symmeria
Pilea symmeria är en nässelväxtart som beskrevs av Hugh Algernon Weddell. Pilea symmeria ingår i släktet pileor, och familjen nässelväxter. Inga underarter finns listade i Catalogue of Life.